# لوسیانو اکوستا

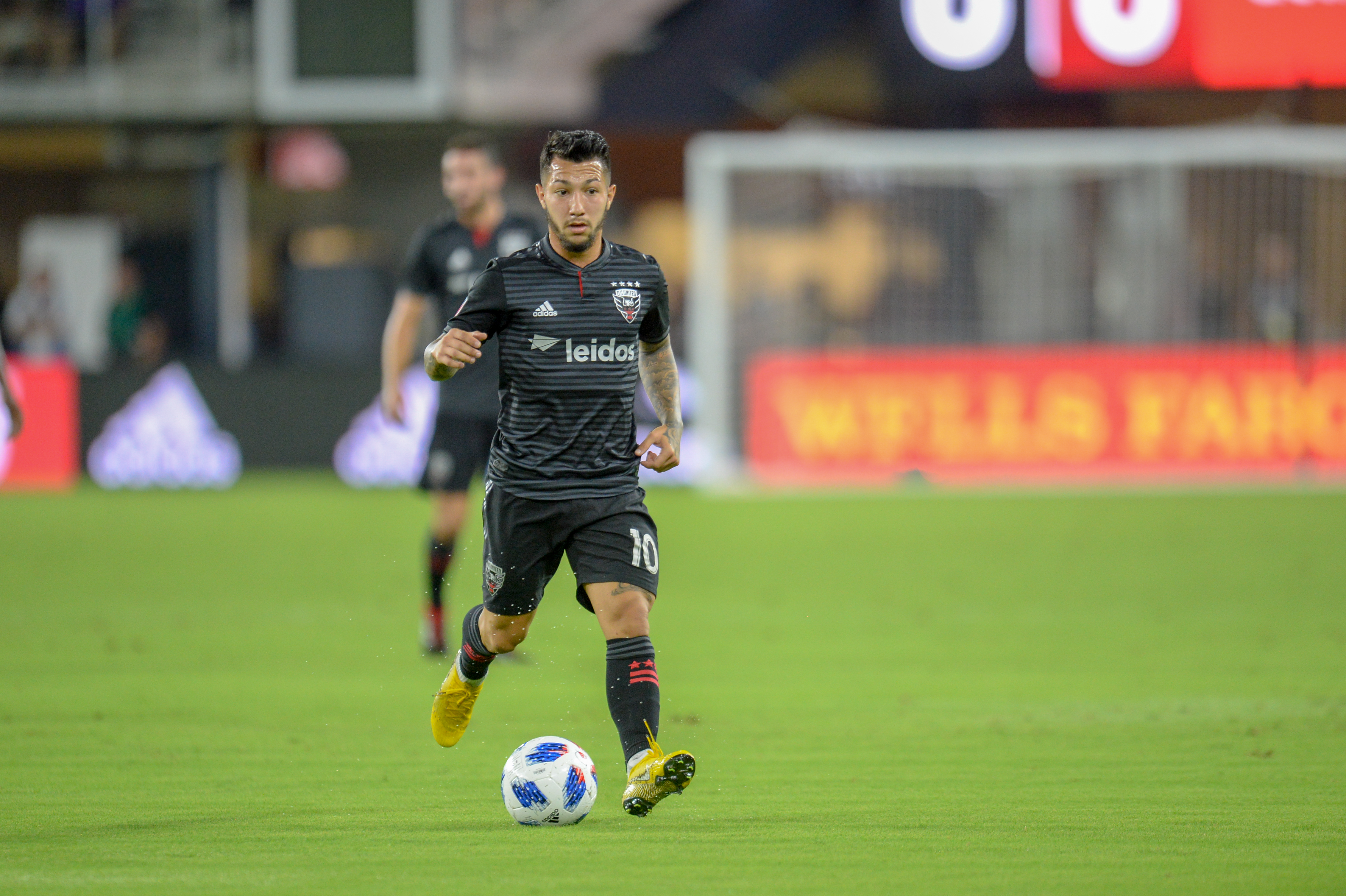
لوسیانو اکوستا در سال ۲۰۱۸

لوسیانو اکوستا (انگلیسی: Luciano Acosta؛ زادهٔ ۳۱ مهٔ ۱۹۹۴) بازیکن فوتبال اهل آرژانتین است که به عنوان هافبک تهاجمی برای باشگاه سینسیناتی بازی می‌کند.
از باشگاه‌هایی که در آن بازی کرده‌است می‌توان به باشگاه فوتبال استودیانتس، باشگاه فوتبال اطلس، باشگاه فوتبال بوکا جونیورز، و باشگاه فوتبال دی‌سی یونایتد اشاره کرد.